# Direct Relief
Direct Relief (antes conhecida como Direct Relief International) é uma organização sem fins lucrativos ou políticos com a missão de “melhorar a saúde e vidas de populações afetadas pela pobreza ou catástrofes esta mobiliza e faculta serviços médicos, essências a essas populações."

## História
Em 1945, William Zimdin, imigrante estónio nos Estados Unidos e empresário, começou a enviar milhares de pacotes de ajuda para a Europa a parentes, amigos e ex-funcionários  Para ajudar com as consequências da Segunda Guerra Mundial. Em 1948, Zimdin formalizou os seus esforços com o estabelecimento da Fundação William Zimdin. Dezso Karczag, um imigrante húngaro assumiu a administração da fundação após a morte de Zimdin em 1951. Karczag mudou o nome da organização para 'Direct Relief Foundation' em 1957.  A organização assumiu o nome "Direct Relief International" em 1982 e "Direct Relief" em 2013.
Em setembro de 2016, Direct Relief começou a trabalhar com Matthew Moffit depois deste ter angariado  300$ on-line para uma organização sem fins lucrativos, chamada Child's Play em 2009. Para angariar o dinheiro, Moffit e os seus amigos jogaram Legend of Zelda por cerca de 36 horas seguidas enquanto realizavam uma transmissão ao vivo online da sua maratona. Vários meses depois, Moffit angariou 3.300$ para a American Cancer Society .A Direct Relief e a Moffit formaram uma parceria para produzir A instituição de caridade deve ser promovida a outros jogadores para que este angariem dinheiro para o grupo. Desde a parceria com a Moffit e a Direct Relief, a Direct Relief Gaming angariou 1,6$ milhões para a organização.
Em 2018, a Direct Relief doou uma quantidade recorde de recursos médicos e financiamento direto para ajudar os centros de saúde locais nos EUA, juntamente com mais de 100 outros países. A Direct Relief forneceu cerca de 1,2$ bilhões em materiais indiscriminados aos centros de saúde em 2018. Para garantir a capacidade da organização de ajudar, independentemente das condições meteorológicas, a Direct Relief construiu uma micro rede alimentada por energia solar e uma bateria Tesla num armazém na Califórnia para permanecer sempre funcional.
Em 2019, a nova sede da Direct Relief em Santa Barbara, CA, foi concluída. A sede é um armazém e um centro de distribuição para a organização. O novo prédio tem 155.000 pés (ca. 47 km) quadrados, é seguro contra terremotos e está equipado com tecnologia de distribuição de ponta para recursos médicos. A Direct Relief estabeleceu uma parceria com a Tesla para criar uma  micro rede, fonte de eletricidade para o edifício.  Os painéis solares estão integrados as bateria e aos geradores para manter a sede operacional até seis meses caso aja um desastre.

## Operações
Entre 2000 e 2014, o orçamento operacional da organização teve uma média de aproximadamente 11$ milhões. No mesmo período, relatou fornecer mais de 1,6$ bilhões em recursos e recursos médicos nos EUA e no mundo. Os recursos médicos vêm em grande parte através de doações por parte de centenas de fabricantes de produtos farmacêuticos.
A organização coordena a logística e a distribuição através de um sistema corporativo que inclui SAP, Esri e suporte de transporte tipo a FedEx .

## Preparação e resposta a emergências

### Esforços de ajuda

#### Furacões
Furacão Katrina (2005): Direct Relief prestou assistência a mais de 37,170 desalojados e começou o seu programa de Prontidão após o furacão Katrina ocorrer. Com esse programa, a Direct Relief reabastece os centros de saúde ao longo das costas leste e oeste com kits de emergência que contem medicamentos, artigos para tratamento de feridas e medicamentos para doenças crônicas. Os kits suplementão aproximadamente 100 pacientes em 72 horas.
Furacão Ike (2008): O furacão Ike deslocou mais de 100.000 pessoas em 2008. A Direct Relief forneceu mais de 1,1$ milhões em assistências de emergência para furacões no dia 20 de setembro de 2008. Os carregamentos continham medicamentos e artigos higiénicos.
Furacão Gustav (2008): A Direct Relief forneceu 250.000$ em fundos para ajudar clínicas sem fins lucrativos, centros de saúde comunitários e centros de atendimento alternativo. A Direct Relief trabalhou com a Associação Nacional de Centros de Saúde comunitários e as Associações Estaduais de cuidados de saúde Primários no Golfo.
Furacão Irene (2011) : A Direct Relief trabalhou em próxima colaboração com a Merck para tornar a vacina contra o tétano disponível para clínicas e centros de saúde comunitários afetados pelo furacão Irene. A Direct Relief também colaborou com a Associação Nacional de Centros de Saúde Comunitários, a Associação de Centros de Saúde Comunitários da Carolina do Norte (NCCHCA), a Associação de Cuidados Primários Bi-State e a liga de Clínicas de Vermont para tratar dos indivíduos sem seguro, este ofereceram assistência às pessoas afetadas pelo furacão Irene.
Furacão Sandy (2012) : A Direct Relief Forneceu recursos médicos as clínicas comunitárias, centros de saúde sem fins lucrativos e outros grupos em áreas afetadas pelo furacão Sandy, e delineou farmácias, postos de gasolina e outros estabelecimentos  que permaneceram funcionais na área de Nova York, apesar da falta de energia.
Furacão Matthew (2016) : A Direct Relief entregou o maior carregamento aéreo de recursos médicos de emergência no Haiti desde que o furacão Matthew atingiu. A Direct Relief utilizou um avião 757, doado pela FedEx, que continha 16,7 toneladas de remédios e artigos médicos. Esses recursos foram distribuídos aos hospitais de todo o país para atender às pessoas afetadas pelo furacão.
Furacão Maria (2017) : A Direct Relief foi a Primeira organização a levar medicamentos para Porto Rico quando a cadeia de recursos comercial falhou após o furacão Maria chegar a terra em setembro de 2017. Depois de um ano, a Direct Relief ja tinha fornecido 70,2$ milhões em assistência médica.
Furacão Harvey (2017) : Em 2017, o furacão Harvey chegou ao Texas. A Direct Relief fez um inventário de mais de 100$ milhões em artigos médicos e 200$ mil em dinheiro para apoiar as vítimas do furacão Harvey no Texas .
Furacão Irma (2017) : A Direct Relief coordenou-se com mais de 70 parceiros fornecedores de assistência medica na Flórida e em Porto Rico, incluindo a Associação de Centros de Saúde Comunitários da Flórida e a Associação de cuidados de Saúde Primários de Porto Rico para apoiar as clínicas comunitárias e centros de saúde sem fins lucrativos.
Furacão Florence (2018) : o furacão Florence chegou à Carolina do Norte em setembro de 2018. A Direct Relief forneceu 200$ mil em dinheiro e disponibilizou o seu inventário médico de mais de 100$ milhões para emergências na costa este dos EUA.
Furacão Michael (2018): O furacão Michael contactou o Panhandle na Flórida como uma tempestade de nivel 5. O número de mortos pela tempestade chegou a 13 e milhares de casas foram destruídas. Dez instalações que estavam no caminho do furacão Michael tinham pacotes médicos de emergência que foram pré-posicionados como parte do programa de preparação para furacões da Direct Relief.
Furacão Dorian (2019): O furacão Dorian atingiu as Bahamas com ventos fortes e chuvas. A Direct Relief entregou ajuda médica às áreas afetadas e artigos médicos para emergências adicionais estão a ser enviados para as Bahamas da Flórida este é o principal local de distribuição da Direct Relief nos Estados Unidos.

#### Terramotos
Terremoto no Paquistão (2005): Em 2008, três anos após o terramoto, a Direct Relief prestou mais de 14$ milhões em assistência aos parceiros locais, de modo a reconstruir as infraestruturas de assistência médica e ajudar os feridos na recuperação.
Terramoto no Peru (2007): A Direct Relief trabalhou com a FedEx Express e doou 32 caixas de auxílio no valor de cerca de 100$ mil as vítimas do terramoto no Peru.
Terramoto no Haiti (2010) : Nos seis meses seguintes ao terramoto no Haiti, prestou mais de 400 toneladas de artigos de assistência médica de emergência no valor de mais de 57$ milhões.
Terramoto no Nepal (2015) : Em resposta ao sismo em Nepal, entregou através da Fedex Charter 118.000 libras de auxílio médico, que incluía 6,2 milhões de doses diárias definidas de medicamentos.
Terramoto no Mexico(2017): No dia 7 de setembro de 2017, um terramoto de magnitude 8,1 ocorreu no México e matou pelo menos 98 pessoas. A Direct Relief forneceu os seus kits de saúde de emergência ao hospital de trauma na Cidade do México, que continham artigos médicos suficientes para apoiar mil pessoas por um mês.
Terramoto na Indonesia: Vários grandes terramotos atingiram a Indonésia e estes provocaram um ‘tsunami’ que embateu na costa da ilha Sulawesi na Indonésia. Para ajudar nos esforços de socorro, a Direct Relief disponibilizou os seus recursos de medicamentos e outros artigos avaliados em 30$ milhões aos sobreviventes.
Terramoto no Japão e Tsunami (2011) : O terramoto de Tohoku ocorreu no dia 11 de março de 2011. Foi um terramoto de magnitude 9, seguido por um tsunami e uma catástrofe nuclear. Mais de 16.000 pessoas morreram. Após o desastre, a Direct Relief e a Japanese American Citizens League estabeleceram o Fundo de Assistência e Recuperação do Japão, e 100% de todas as contribuições foram usadas exclusivamente para ajudar as pessoas no Japão da maneira mais eficiente possível.

#### Vulcões
Guatemala - Vulcão Fuego (2018) : O número de mortos por esta devastadora explosão vulcânica chegou a mais de 100 pessoas, com centenas ainda desaparecidas. A Direct Relief coordenou com a  Pan American Health Organization, parceiros locais e empresas farmacêuticas para fornecerem ajuda aos deslocados e feridos pelas explosões vulcânicas. A equipa médica teve acesso imediato ao inventário médico para resposta a emergências.
Equador - MT. Cotopaxi (2015) : O Presidente do Equador declarou estado de emergência em 2015 por causa dos sinais crescentes de atividade provenientes do vulcão Cotopaxi. Desde 2010, a Direct Relief fornece ajuda a seis parceiros equatorianos no total de2.122.650$.
Havaí - Vulcão Kilauea (2018): O vulcão Kilauea, localizado na Grande Ilha do Havaí, explodiu em 2018. A Direct Relief ajudou nos esforços de apoio, forneceu respiradores às pessoas afetadas pela erupção.

#### Surtos de doenças
Surto de H1N1 (2009) : Durante o surto de H1N1, a Direct Relief forneceu 478 clínicas em 49 estados com artigos de proteção contra H1N1 para manter os trabalhadores saudáveis durante toda a temporada de gripe.
Surto de vírus zika (2015): Desde 2015, foram adquiridos até 1,5 milhão de casos, de acordo com a World Health Organization. Em 2016, a Direct Relief estabeleceu um Fundo para o Zika e ajudou a cumprir com as solicitações de recursos em 14 países afetados.
Surto de Ebola na RDC (2015): O surto começou em 2015, mas em 2019 houve mais de 1.000 casos de Ébola na RDC . O surto é o maior da história do país e o segundo maior surto de Ébola registado  de todos os tempos. A Direct Relief entregou 40 carregamentos de assistência médica no valor de 25$ milhões para cerca de 1.000 hospitais e clínicas na Libéria e Serra Leoa . No dia 20 de setembro de 2014, a organização enviou um 747 que transportava 100 toneladas de recursos para as regiões atingidas pela Ébola. Desde 2015, a Direct Relief forneceu 13,9$ milhões em assistência médica.
Incêndios florestais
California Gap Fire (2008): A Direct Relief forneceu 35.000 respiradores NIOSH N-95 gratuitos aos residentes para evitar os efeitos nocivos da inalação de fumo e cinza gerado pelo incêndio Gap Fire. A área queimada aumentou para mais de 9.500 acres.
Jesusita Fire (2009):  Após a respostas aos incêndios no norte da Califórnia e ao furacão Harvey no Texas, a Direct Relief entregou máscaras respiratórias e inaladores de albuterol às Clínicas de Santa Barbara e arredores, e as pessoas afetadas pela má qualidade do ar que estava contaminado por fumo e cinzas.
Thomas Fire (2017): O Thomas Fire queimou 281.893 acres e 1.000 em vários condados localizados na Califórnia. A Direct Relief doou um SUV e uma carrinha de caixa aberta que foram alterados para veículos de primeira resposta (emergência) para ajudar nos esforços de socorro.
California Wildfires (2018): Em resposta à destruição e aos desafios que os sobreviventes dos recentes incêndios florestais da Califórnia enfrentam, a Direct Relief anunciou que iria dedicar pelo menos 2$ milhões em dinheiro para ajudar nos esforços de resposta e recuperação. A Direct Relief também forneceu recursos de emergência, combate a incêndios e recursos médicos para socorristas e comunidades afetadas.

#### Tufões
Tufão Yutu (2018): O 'super tufão' atingiu as Ilhas Marianas do Norte em outubro de 2018. A assistência direta trabalhou com a Commonwealth Healthcare Corporation (o único hospital nas Ilhas Marianas do Norte) e com outras instalações de saúde danificadas pela tempestade para coordenar as carregamentos de ajuda médica. Um carregamento de 40.000 litros de água potável, com outros bens essenciais, este foi entregue no final de outubro.

### Uso de Tecnologia
- Usando Esri technology,a direct relief lançou um Mapa de Ajuda Global em 2011 para visualizar canais de ajuda e materiais médicos distribuídos durante emergências em tempo real.[57]
- Ao trabalhar com a Palantir Technologies, usou sistemas de integração de dados de comunicação para coordenar e melhorar a resposta de emergência durante momentos críticos após um desastre.[58] A organização também usou veículos aéreos civis não tripulados (UAVs), ou drones, para responder a desastres.[59]
- Ao trabalhar com empresas de tecnologia como a Palantir e a Esri,permite pré-posicioar módulos de recursos médicos como rede de segurança em áreas socialmente vulneráveis, zonas de inundação e caminhos de furacões.[60]
- Fornece aos voluntários norte americanos do Medical Reserve Corps (MRC)  pacotes médicos de emergência projetados em colaboração com a California Emergency Medical Services Authority (Cal EMSA)..[61]

### Prevenção e intervenção de doenças
Em 2013, lançou um programa em parceria com a Basic Health International para rastrear e tratar mulheres no Haiti em busca de cancro cervical.

### Saúde materna e infantil
A Direct Relief fornece recursos médicos a, pessoas em áreas de alta necessidade em todo o mundo, apoia  organizações que fornecem serviços de saúde infantil e materna durante todo o processo da gravidez. A organização fornece às parteiras as ferramentas necessárias para exercerem com segurança os cuidados pré-natais e pós-parto.
Em 2017, a Direct Relief distribuiu 300 kits de parteiras a 14, organizações em sete países das caraíbas, sudeste da Ásiatico e África subsariana, assim apoiando 15.000 partos seguros.
- Em Julho de 2011, desenvolveu o Mapa Global da Fístula (em parceria com o Fundo das Nações Unidas para a População (UNFPA) e a Fistula Foundation).[64][65]
- Em 2012, associou-se à Last Mile Health para lançar um Programa infantil contra a Pneumonia na Libéria.[66]
- Forneceu kits de parteira para hospitais e escolas de obstetrícia em Serra Leoa, Somalilândia e Nepal.[67]
- Aumentou o apoio ao Hospital Universitário Edna Adan para o tratamento e atendimento de mulheres com fístula obstétrica. Isso incluiu a construção uma sala e o equipamento de operações e o desenvolvimento de um programa de treino para parteiras e enfermeiras.[68]

## Revisões e prêmios de caridade
- 2011 -  Peter F. Drucker Prêmio de inovação sem fins lucrativos.[69]
- 2012 - Designado pela National Association of Boards of Pharmacy (NABP) Verified-Accredited Wholesale Distributor licenciado para distribuir medicamentos farmacêuticos para todos os 50 Estados dos EUA e Washington, DC[70]
- 2013 - O Prêmio dado ao Presidente da Esri pelos sistemas de informação geográfica (SIG) que trabalha para identificar padrões de condição de saúde e necessidades médicas.[71]
- 2014 - Prêmio do Diretor CECP por a sua parceria com a FedEx.[72]
- 2014 - Prêmio Poder da Parceria - Associação Nacional de Centros Comunitários de Saúde.[73]
- 2014 - Charity Navigator ocupa a Direct Relief No. 1 na sua lista de 2015, “10 dos melhores eventos de caridade que já se ouviu falar no mundo todo, 'e uma instituição de caridade 'quatro estrelas' com uma  Pontuação geral  caridade de 99,94 / 100.[74]
- 2015 - A Fast Company (revista) nomeou a organização entre "Top 10 empresas mais inovadoras do mundo em 2015 na categoria, sem fins lucrativos".[75]
- 2015 - A Forbes atribuiu à organização um índice de eficiência de angariação de recursos de 100%.[76]
- 2019 - Classificada em 3º lugar pela FastCompany no setor mais inovador do mundo: sem fins lucrativos.[77]